# 波皮夫卡 (羅姆內區)
50°40′40″N 33°25′8″E / 50.67778°N 33.41889°E
波皮夫卡（烏克蘭語：Попівка）是位於烏克蘭東北部的村莊，由蘇梅州羅姆內區的羅姆內市鎮負責管轄。該村處於蘇拉河左岸，分別距離比洛沃德0.5公里和莫斯卡利夫卡1公里，海拔高度110米，2001年人口94。